# Tahiti Bob
Vous lisez un « bon article » labellisé en 2019.
Robert Onderdonk Terwilliger Jr., PhD, dit Tahiti Bob en version française et Sideshow Bob en version québécoise et originale, est un personnage fictif récurrent de la série télévisée d'animation Les Simpson.
Il est doublé en version originale par Kelsey Grammer. En version française Michel Modo lui prête sa voix jusqu'à la dix-neuvième saison, après laquelle il est remplacé par Gérard Rinaldi jusqu'à la vingt-deuxième saison puis par Xavier Fagnon depuis. Au Québec, il est dans un premier temps doublé par Yves Corbeil dans la première saison, par Ronald France de la troisième à la huitième saison, puis par Guy Nadon depuis la douzième saison.
Il apparaît pour la première fois rapidement dans l'épisode de la première saison Bart a perdu la tête. Bob est un génie auto-proclamé diplômé de l'université Yale. Il est membre du Parti républicain et champion de culture générale. Il commence sa carrière en tant qu'assistant de Krusty le clown dans son émission télévisée, mais après s'être lassé de constamment subir des abus, il tente de faire enfermer son patron pour vol à main armée dans l'épisode Un clown à l'ombre. Le plan est déjoué par son ennemi juré, Bart Simpson, et Bob est envoyé en prison.
La deuxième apparition majeure de Tahiti Bob est dans l'épisode de la troisième saison, La Veuve noire. Les scénaristes font écho au Coyote pourchassant le Grand Géocoucou en faisant en sorte que Bob intervienne inopinément dans la vie de Bart, menaçant de la perturber ou parfois d'y mettre un terme. Dans chacune de ses apparitions suivantes, Bob tient le rôle d'un génie du mal. Les épisodes dans lesquels il est un personnage central impliquent généralement sa libération de prison, l'élaboration et l'exécution d'un plan de vengeance élaboré et son empêchement par Bart et Lisa. Ses plans comprennent le plus souvent un meurtre ou une destruction, généralement ciblant Bart, ou parfois, Krusty, même si la plupart de ces plans impliquent la famille Simpson en entier. En 2015, dans le segment Recherché mort, puis vivant de l'épisode spécial Halloween, Bob réalise enfin son rêve de tuer Bart, commentant que cela fait vingt-quatre ans qu'il essaie d'assassiner un enfant de dix ans. Cependant, ennuyé par la mort de Bart, il décide de le ramener à la vie afin de pouvoir le tuer à plusieurs reprises.
Tahiti Bob partage quelques traits de caractère avec le personnage de Kelsey Grammer, Frasier Crane, des séries Cheers et Frasier, et il est décrit parfois comme « Frasier mariné à l'arsenic ». Plusieurs parallèles sont clairement établis entre Bob et Frasier Crane : Cecil, le frère de Bob et son père sont respectivement interprétés par David Hyde Pierce et John Mahoney, faisant ainsi référence à leurs rôles dans Frasier. Kelsey Grammer, qui s'inspire de la voix de l'acteur Ellis Rabb pour celle de Bob, est récompensé pour son interprétation du personnage. En 2006, il remporte l'Emmy Award du meilleur doublage pour son travail sur l'épisode Vendetta.
En date du 10 décembre 2017, Tahiti Bob est apparu dans trente-trois épisodes, dont vingt dans lesquels il a eu un rôle significatif, le dernier étant Porté disparu, diffusé pendant la vingt-neuvième saison. En plus de son rôle récurrent dans la série, Tahiti Bob apparaît à plusieurs reprises dans d'autres supports des Simpson. Il apparaît dans plusieurs bandes dessinées, fait un caméo dans le jeu vidéo de 2007 Les Simpson, le jeu et obtient le rôle du principal antagoniste dans l'attraction The Simpsons Ride dans les parcs d'Universal Studios. En tant qu'amoureux des opérettes de Gilbert et Sullivan, Tahiti Bob est aussi connu pour sa voix chantée et plusieurs performances de Kelsey Grammer sont incluses dans des compilations musicales des Simpson.

## Rôle dansLes Simpson
Le personnage de Tahiti Bob commence sa carrière en tant qu'assistant muet de Krusty le clown dans son émission télévisée. L'épisode de la huitième saison, Les Frères ennemis, révèle que Bob n'obtient ce travail qu'une fois que son frère Cecil a été recalé du casting, parce que Krusty trouve que Bob serait un parfait sous-fifre comique. Après de nombreux abus, comme le fait d'être tiré par un canon, ou frappé par des tartes à la crème, le très cultivé et diplômé de Yale, Bob, s'énerve au sujet de Krusty et nourrit du ressentiment à l'égard du succès de ce dernier. Dans l'épisode Un clown à l'ombre, Bob se déguise en Krusty pour le faire accuser de vol à main armée au Kwik-E-Mart. Après l'arrestation de Krusty, Bob prend le contrôle de l'émission, présentant aux enfants des éléments de haute culture. Cependant le règne de Bob est de courte durée : Bart Simpson le démasque comme étant le voleur, Krusty est relâché et Bob est envoyé en prison.
Dans La Veuve noire, la première apparition majeure de Bob après son arrestation, il est libéré de prison et épouse la tante de Bart, Selma Bouvier. Dans le cadre de son projet visant à hériter de l’argent qu'elle a investi dans le marché boursier, Tahiti Bob tente de faire exploser Selma pendant leur lune de miel. Bart parvient une nouvelle fois à contrecarrer le stratagème de Bob et ce dernier retourne en prison. Après avoir obtenu une libération conditionnelle dans Lac Terreur, Bob s'en prend directement à Bart, le menaçant à plusieurs reprises et le forçant avec sa famille à se cacher dans le cadre du Programme de Protection des Témoins. Bob arrive à les suivre jusqu'à leur cachette, une péniche sur le lac Terreur. Après avoir ligoté sa famille, Bob se prépare à tuer Bart. Il lui accorde une dernière faveur, et l'enfant lui demande de chanter la partition entière du H.M.S. Pinafore. Cette tactique dilatoire mène à la troisième arrestation de Bob.
Tahiti Bob est de nouveau libéré de prison dans Le maire est amer, et se présente aux élections municipales de Springfield en tant que candidat républicain. Il obtient une victoire écrasante face au maire sortant, le candidat démocrate, Joe Quimby. Bart et Lisa découvrent par la suite que les résultats de l’élection ont été falsifiés par Bob et il est de nouveau incarcéré. Il s'échappe de prison pour la première fois lors de l'épisode Bombinette Bob dans lequel il menace de faire sauter Springfield avec une bombe nucléaire, à moins que la ville ne cesse de diffuser la moindre émission télévisée. Ses plans sont contrecarrés lorsqu'il se rend compte que la bombe est inutilisable. Il kidnappe alors Bart et vole l'avion des frères Wright dans le but de s'écraser sur la cabane dans laquelle se cache Krusty. Mais l'avion est tellement lent que le plan échoue et Bob retourne en prison. Dans la saison suivante, Tahiti Bob profite du programme de libération conditionnelle des prisonniers pour travailler et semble s'être véritablement repenti. Dans Les Frères ennemis, le révérend Lovejoy déclare que Bob est un homme changé et le recommande pour une occasion de placement à l'extérieur. Bob sort de prison sous la garde de son frère Cecil, qui est l'ingénieur hydrologique et hydrodynamique en chef de Springfield. Cependant, le manigançant Cecil, toujours en colère concernant son audition ratée pour les studios Krustylu, essaie de piéger Bob en sabotant le barrage de Springfield. Bob, Bart et Lisa parviennent tous les trois à stopper Cecil et à sauver la ville, et les deux frères, malgré l'innocence avérée de Bob, sont envoyés en prison.
Dans l'épisode La Vengeance du clown, alors que Krusty annonce son cinquième et définitif départ à la retraite, après avoir été ennuyé par les responsables de la chaîne, Bob découvre que le clown a supprimé toutes les anciennes émissions dans lesquelles il était intervenu. Bob est ensuite libéré de prison et développe un stratagème pour tuer Krusty en utilisant Bart comme kamikaze pendant l'émission de départ de Krusty. Alors que son plan s'apprête à fonctionner, Bob surprend Krusty en train d'avouer publiquement sa responsabilité dans le fait que Bob est un criminel, exprimant son regret de l'avoir maltraité pendant les années où il était son assistant. Pour apaiser les choses, Krusty se met à entonner une chanson en l'honneur de Tahiti Bob, lequel, touché par cette intention, décide d'abandonner son plan d'assassinat et de se réconcilier avec Krusty, avant d'être renvoyé en prison. La police de Springfield sollicite l'aide de Bob dans Qui veut tuer Homer ? Après qu'Homer a été victime d'une tentative d'assassinat, Bob est relâché de prison pour aider à trouver le coupable. Lorsque le mystère est résolu, il essaie à nouveau de tuer Bart. Cependant, lorsque Bob se rend compte qu'il est « habitué à son visage », il n'y arrive pas.
L'épisode Vendetta révèle que Tahit Bob est parti en Italie pour se donner un nouveau départ. Il est alors élu maire d'un village de Toscane et se marie à une locale prénommée Francesa, avec laquelle il a un fils qu'ils prénomment Gino. La famille Simpson, en Italie afin de récupérer une voiture pour M. Burns, le rencontre par hasard. Bob les accueille avec hospitalité à condition qu'ils ne révèlent rien de son passé criminel. Cependant quelques jours plus tard, Lisa, ivre, plaisante sur les actes criminels de Bob, altérant la sympathie de ses citoyens. Lui, sa femme et leur fils promettent alors une vendetta aux Simpson. L'entière famille Terwilliger marque son retour dans Funérailles pour un félon, épisode dans lequel le père de Bob, Robert Terwilliger Sr., et sa mère Judith Onderdonk, font leur première apparition. Bob se fait passer pour mort et enferme Bart dans son cercueil, qu'il tente d'incinérer dans une chambre funéraire vide pendant que les Terwilliger rient machiavéliquement. Leur plan est découvert par Lisa et le reste de la famille Simpson et ils sont envoyés en prison. Bob fait une courte apparition dans Mariage en sinistre lorsque Bart et Lisa pensent qu'il a kidnappé Homer pour l'empêcher de se remarier avec Marge, mais Krusty lui fournit un alibi en prouvant qu'ils étaient ensemble toute la journée. Finalement Bob et les enfants découvrent que les véritables coupables étaient Patty et Selma.
Bob revient dans l'épisode Mon voisin le Bob dans lequel il échange son visage avec son compagnon de cellule Walt Warren. Bob retourne à Springfield et emménage dans la maison à côte de celle des Simpson, prenant l'identité de Walt. Il profite de cette situation pour mener sa toute dernière tentative pour tuer Bart en essayant de l'assassiner sur une frontière entre deux États. Il apparaît brièvement dans Enfin la liberté où il assiste à une réunion de la ville pour décider si la famille Simpson doit en être bannie ou non, et il est une des nombreuses personnes à être pour cette exclusion. Dans L'Homme qui en voulait trop, on apprend que le scientifique en chef d'une société d'ingénierie génétique appelée Monsarno, a reçu sa position après avoir été sélectionné pour une expérimentation et avoir publié les résultats des expériences auxquelles il a été soumis. Lisa et lui sont liés pour leur intérêt pour Walt Whitman, mais Bob révèle qu'il a également modifié son propre patrimoine génétique pour se donner plusieurs pouvoirs surhumains, s'apprêtant à acquérir l'ADN des restes de différentes figures historiques se trouvant au Springfield Museum pour faire de lui un dictateur surhumain. Cependant, après avoir été provoqué en duel, il réalise qu'il est devenu un grossier monstre et saute du barrage de Springfield, survivant grâce aux branchies dont il s'était lui-même doté.
Bob apparaît brièvement dans l'épisode Le Cafard du clown dans lequel il présente ses condoléances à Krusty, après la mort de son père le rabbi Krustofsky. Il fait également une courte apparition dans Drôle de camping, où il rencontre M. Lassen, l'ancien professeur de Bart, qui est maintenant réduit à travailler en tant que gardien de prison après que les actes de Bart l'a fait renvoyé. Malgré la proposition de M. Lassen de le faire sortir, Bob rejette l'idée qu'ils fassent équipe car M. Lassen pense qu'il faut qu'ils se relaient pour ravager Bart. Dans le segment Recherché mort, puis vivant du Simpson Horror Show XXVI, Bob arrive enfin à tuer Bart, mais il trouve sa vie si insignifiante en l'absence de ce dernier, qu'il crée une machine permettant de le ramener à la vie afin qu'il puisse tuer son ennemi juré encore et encore, jusqu'à ce que les autres Simpson parviennent à sauver Bart et que ce dernier utilise la machine à résurrection pour transformer Bob en une fusion tortueuse de créatures. Bob apparaît également dans Chagrin constant, où il grogne d'ennui en effaçant les graffitis de Bart sur l'affiche publicitaire de Hettie Mae Boggs en compagnie du Serpent et d'autres détenus. Dans Porté disparu, Bart disparaît et est déclaré mort, mais Tahiti Bob est persuadé du contraire et tente tout pour le retrouver.
Il apparaît pour la dernière fois dans l'épisode de Noël Bobby, il fait froid dehors où il incarne le père Noël pour l'occasion.

## Personnage

### Création
Tahiti Bob apparaît pour la première fois dans Bart a perdu la tête, le huitième épisode de la première saison. Son graphisme est relativement simple en comparaison à ses futures apparitions et sa coupe de cheveux est dense et arrondie. Cependant, vers la fin de l'épisode, il apparaît au milieu d'une foule, avec sa coupe de cheveux habituelle. Sa première apparition importante, a lieu lors du douzième épisode de la première saison, Un clown à l'ombre, écrit par Jay Kogen et Wallace Wolodarsky. À l'occasion de cet épisode, le graphisme de Bob est revu, et au fur et à mesure de l'évolution du style de l'animation de l'épisode, le réalisateur Brad Bird, fait de Bob un personnage plus mince et plus raffiné, afin de mieux correspondre à la performance vocale de Kelsey Grammer. À la suite de ce changement, les animateurs ont essayé de redessiner ses scènes dans Bart a perdu la tête, mais le laps de temps avant la production de la série était trop court.
Tahiti Bob n’a pas de dialogue lors de la première moitié de l'épisode Un clown à l'ombre. Les seuls sons qu'il produit proviennent d'une flûte à coulisse. Cela a été décidé pour que Bob paraisse simpliste aux yeux des téléspectateurs, et que lorsqu'il parlerait pour la première fois, ils seraient surpris de voir à quel point il utilise un vocabulaire sophistiqué. Une première version du script de Un clown à l'ombre fait intervenir James Earl Jones, dans le rôle de Tahiti Bob, mais les producteurs sélectionnent plutôt Kelsey Grammer à la place. Pour élaborer la voix de Tahiti Bob, Kelsey Grammer s'inspire fortement de l'acteur de théâtre et metteur en scène Ellis Rabb. Kelsey Grammer avait déjà collaboré avec Ellis Rabb, dont « les lamentations sont devenues la base de Tahiti Bob ».
Le nom complet de Tahiti Bob est Robert Onderdonk Terwilliger. Son nom de famille est révélé pour la première fois dans La Veuve noire alors que son deuxième nom est mentionné dans Le maire est amer,. Plusieurs théories se concurrencent quant à l'origine de son nom. Quelques sources déclarent que Tahiti Bob est nommé d'après le Dr Terwilliker, un mégalomane déjoué par un garçon prénommé Bart dans le film Les 5 000 Doigts du Dr. T du Dr Seuss, et d'autres pensent qu'il vient du boulevard Terwilliger à Portland en Oregon,. Une autre théorie affirme qu'il tient son nom du Sergent Terwilliger et de Mme Onderdonk du pilote de la série télévisée Rick Hunter.

### Développement
Pour l'épisode de la troisième saison, La Veuve noire, les scénaristes décident de faire écho au Coyote pourchassant Bip Bip des dessins animés de Looney Tunes en insérant Bob dans la vie de Bart de manière inattendue et en lui donnant envie de le tuer. Le producteur délégué Al Jean, compare le personnage de Bob avec celui de Vil Coyote : les deux sont intelligents et leurs plans sont toujours déjoués par ce qu'ils perçoivent être un intellect inférieur. Pour ce même épisode, le réalisateur David Silverman, a mis à jour le modèle des personnages pour correspondre à l'animation de Brad Bird. Lors des premiers épisodes faisant intervenir Tahiti Bob, il est d'usage de faire un récapitulatif de ses actes diaboliques. Cette idée est abandonnée après l'épisode Les Frères ennemis de la huitième saison, lorsque la liste est devenue trop longue. Une autre règle établie par les scénaristes de la série consiste à ce que Bob retourne en prison à la fin de chaque épisode, même si cette habitude est perdue dans quelques épisodes récents comme Qui veut tuer Homer ? ou Vendetta.

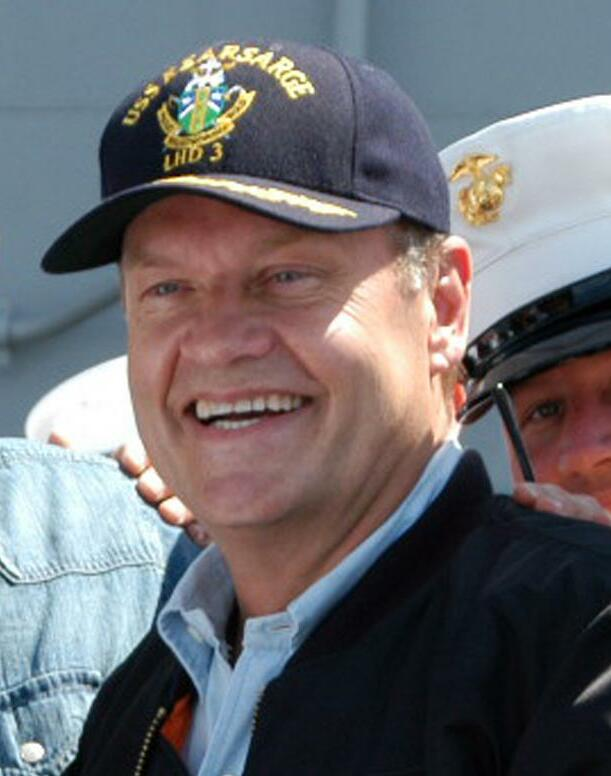
Kelsey Grammer s'inspire de ses expériences avec l’acteur Ellis Rabb pour créer la voix de Tahiti Bob.

Bill Oakley et Josh Weinstein les show runners des septième et huitième saisons, pensent que chaque saison de la série devrait contenir un épisode avec Tahiti Bob. Cependant, à l'orée de la septième saison, Bob a déjà été le personnage central de quatre épisodes, et les scénaristes ont du mal à trouver de nouvelles façons de l'inclure dans une histoire. Josh Weinstein qualifie les lignes de dialogues de Bob comme difficiles à écrire, à cause de sa façon unique et raffinée de s'exprimer. Néanmoins, malgré tous ces défis, les créateurs des Simpson continuent d'attendre avec impatience les épisodes sur Tahiti Bob, les scénaristes les trouvant plaisants à écrire et l'ancien réalisateur Dominic Polcino considérant que « c'est un régal » de travailler sur l’un d'eux,.
Au départ Kelsey Grammer, la voix de Tahiti Bob, pensait que son personnage n’apparaîtrait qu’une fois et le qualifie de « personnage le plus populaire qu['il] n'a jamais interprété ». En général, Kelsey Grammer se joint à la « table de lecture », le moment où les membres de la distribution lisent chaque script ensemble pour la première fois. L'ancien producteur délégué, David Mirkin, décrit le travail avec Kelsey Grammer comme très plaisant, notamment grâce à son sens de l'humour aiguisé. Pour David Mirkin, Kelsey Grammer est capable d'une lecture parfaite, mais il déteste interpréter le rire diabolique de Tahiti Bob. Dans une interview de 2007, le producteur délégué des Simpson, Al Jean, classe Kelsey Grammer à la deuxième place de la liste de ses célébrités invitées préférées, juste derrière Phil Hartman, ajoutant que « sa voix est tellement riche ». Le scénariste George Meyer déclare qu'« écrire pour Kelsey c'est génial, il peut avoir le genre d'interprétation colorée, fleurie et mélodramatique que beaucoup ne pourront jamais avoir. Et il peut chanter ».
Les scénaristes de la série admirent la voix chantée de Kelsey Grammer et essaient ainsi d'inclure une chanson pour chaque apparition de son personnage. Alf Clausen, le compositeur principal des Simpson, ajoute que « Kelsey Grammer est génial. Il est simplement incroyable. Vous pouvez dire qu'il a cette espèce d'amour du théâtre musical et l'instrument vocal qui va avec, je sais donc que quelle que soit la chanson que je lui écrive, il l’interprétera de la façon dont je l'entends ». Alf Clausen est le compositeur du thème de Tahiti Bob, qui est joué à chaque fois que Bob est libéré de prison ou qu'il s'apprête à commettre un méfait. Il est utilisé pour la première fois dans l'épisode Lac Terreur. Il est inspiré de la bande originale du film Les Nerfs à vif composée par Bernard Herrmann. Cette composition permet à Alf Clausen d'être nommé pour le Primetime Emmy Awards de la meilleure musique dans une série en 1994, prix remporté par Laurence Rosenthal pour Les Aventures du jeune Indiana Jones.
Le numéro de prisonnier de Tahiti Bob est toujours le 24 601, lequel est le même que celui de Jean Valjean dans Les Misérables de Victor Hugo. Il est également habituel que Tahiti Bob marche sur un râteau et se prenne son manche en pleine figure. Ce gag apparaît pour la première fois dans Lac Terreur. Afin de combler le temps de l'épisode, les scénaristes ont cumulé neuf itérations de ce même gag en un laps de temps très court. Cette séquence est connue sous le nom de « gag du râteau » et elle est décrite par Entertainment Weekly comme la démonstration « du génie dans sa stupidité répétitive ».
En version française, Michel Modo assure le doublage de Tahiti Bob jusqu'à son décès, le 25 septembre 2008. Il est ensuite remplacé par Gérard Rinaldi jusqu'à la vingt-deuxième saison puis par Xavier Fagnon depuis. En version québécoise, il est doublé par Yves Corbeil dans la première saison, puis par Ronald France de la troisième à la huitième saison. Depuis la douzième saison, c'est Guy Nadon qui double le personnage.

### Famille

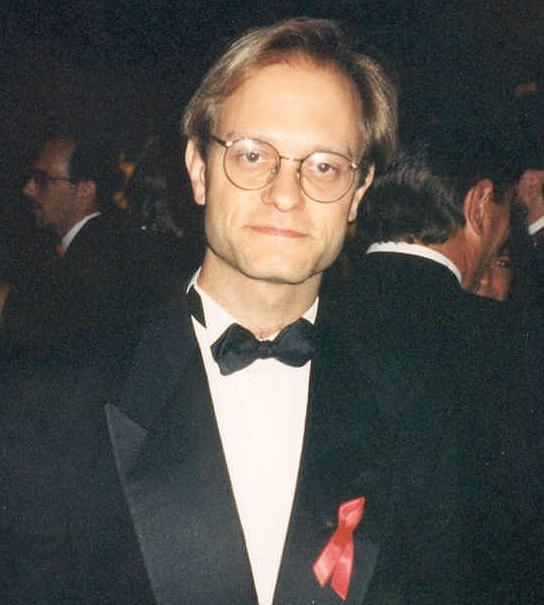
Le frère de Tahiti Bob, Cecil, est conçu pour ressembler à l'acteur David Hyde Pierce, qui a également interprété le frère du personnage de Kelsey Grammer dans la série Frasier.

L'épisode Les Frères ennemis introduit le personnage de Cecil, le frère de Tahiti Bob. Lorsqu'il est désigné pour écrire un épisode sur Tahiti Bob, Ken Keeler s'est inspiré d'épisodes de Frasier. Il décide d'inclure des éléments de l'autre série de Kelsey Grammer au personnage de Tahiti Bob et conçoit Cecil de manière qu'il ressemble au frère de Kelsey Grammer dans Frasier. Cecil est doublé par David Hyde Pierce, interprète du frère de Frasier Crane, Niles. David Hyde Pierce déclare : « Habituellement, je ne ferais pas une telle chose. Mais combien de fois avez-vous la chance de travailler avec un acteur comme Kesley Grammer et, plus important, de jouer son frère ? »
Plusieurs producteurs de la série Frasier sont appelés pour relire le script original de l'épisode et dire ce qu'ils en pensent. Leurs commentaires sont positifs, ils ont simplement exprimé leur désarroi concernant une courte scène dans laquelle Cecil parle à un personnage visible qu'il appelle « Maris ». Dans Frasier, Maris Crane est un personnage fantôme, et les producteurs demandent la suppression de cette scène. La plupart des échanges entre Bob et Cecil sont basés sur ceux entre Niles et Frasier. Le dessin de Cecil est conçu pour ressembler à David Hyde Pierce, tout en gardant une certaine ressemblance avec Tahiti Bob. Selon le réalisateur Pete Michels, il est difficile de dessiner Bob et Cecil debout ensemble, à cause de leurs pieds comiquement démesurés.

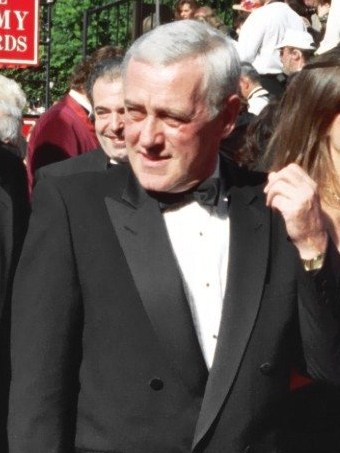
John Mahoney interprète le Dr Robert Terwilliger, le père de Cecil et Bob, comme quand il avait interprété le père de Frasier et Niles dans Frasier.

Cecil réapparaît dans l'épisode de la dix-neuvième saison Funérailles pour un félon, qui introduit le père des deux frères, le Dr Robert Terwillger, interprété par John Mahoney. John Mahooney avait interprété Martin Crane, le père des personnages de Kelsey Grammer et David Hyde Pierce dans Frasier. Cependant dans Frasier John Mahooney joue un personnage « terre à terre » à l'intelligence « moyenne » à côté des « snobs huppés » que sont les personnages de Grammer et Hyde Pierce, alors que Robert Terwilliger, Sr. est aussi bien élevé que Bob et Cecil. Sa femme, la mère de Bob, Dame Judith Onderdonk, est « la plus grande actrice classique de sa génération ». Elle a les mêmes cheveux crépus que ses deux fils. Tahiti Bob a également une femme prénommée Francesca et doublée par Maria Grazia Cucinotta en version originale et un fils prénommé Gino. Les deux apparaissent pour la première fois dans l'épisode de la dix-septième saison, Vendetta et reviennent dans l'épisode Funérailles pour un félon.

## Accueil

### Critiques et récompenses

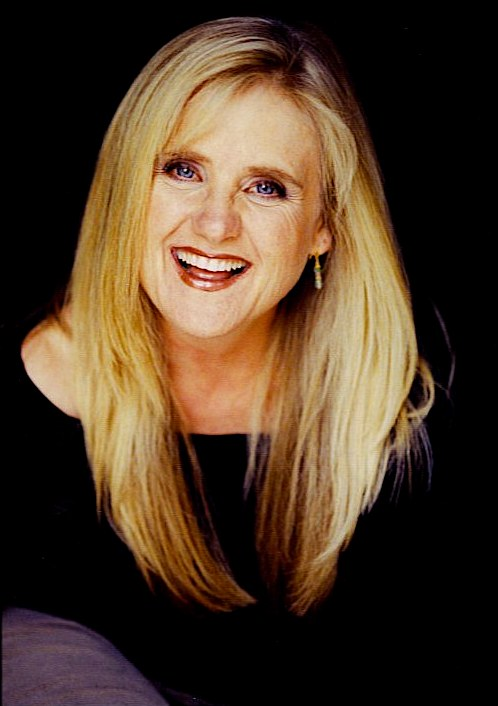
L'actrice Nancy Cartwright, la voix de Bart Simpson, déclare dans son livre My Life as a 10-Year-Old Boy que la performance de Kelsey Grammer apporte à la série une énergie délicieusement méchante.

Le personnage de Tahiti Bob et la performance de Kelsey Grammer reçoivent de nombreuses critiques positives. En 2006, IGN classe Tahiti Bob à la deuxième place des meilleurs « personnages périphériques » des Simpson, commentant qu'il est « un homme de multiples contradictions : son apparence maladroite, accentuée par ses cheveux en forme de palmier, ne semble pas en accord avec son éloquence, sa maniaquerie et son talent musical ». Cette même année le magazine Wizard octroie à Tahiti Bob la soixante-sixième place des plus grands méchants de tous les temps. Adam Finley de TV Squad écrit que « cette voix de baryton, cette éloquence shakespearienne et cette capacité à passer d'un tempérament calme et contenu à une folie complète dans la même seconde, font de Tahiti Bob un des meilleurs personnages récurrents de la série ».
Kelsey Grammer reçoit constamment des éloges pour son travail sur la voix de Tahiti Bob, décrit comme « brillant », « inimitable » ou encore comme « un festin d'anglophilie mi-atlantique »,,. En 2006, il remporte le Primetime Emmy Award du meilleur doublage pour son rôle dans Vendetta. Il avait auparavant remporté quatre Awards dans la catégorie du meilleur acteur dans une série télévisée comique pour son rôle titre dans Frasier. En 2008, Entertainment Weekly inclut Kelsey Grammer dans la liste des seize meilleurs acteurs invités dans les Simpson, David Hyde Pierce se trouve également dans cette liste. Ken Tucker de Entertainment Weekly écrit que « la grande performance vocale de Kelsey Grammer en tant que Tahiti Bob est comparable à Frasier mariné dans l'arsenic ». Dans son ouvrage My Life as a 10-Year-Old Boy, Nancy Cartwright, la voix de Bart, écrit que « Kelsey Grammer enregistre des grands moments en injectant une énergie caustique, amère, méprisante et délicieusement méchante dans son interprétation de Tahiti Bob. Springfield ne serait simplement pas la même sans lui ».
La plupart des épisodes mettant en scène Tahiti Bob sont bien accueillis par les fans et les critiques. Lac Terreur est généralement considéré comme un des meilleurs épisodes des Simpson, et il obtient la troisième place du classement des vingt-cinq meilleurs épisodes de la série élaboré par Entertainment Weekly en 2003,. IGN le considère comme le meilleur épisode de la cinquième saison. En 2007, Vanity Fair le qualifie de quatrième meilleur épisode de la série, grâce à son « intégration magistrale de parodies filmiques et d'un personnage récurrent ». Ben Rayner du Toronto Star classe les épisodes Lac Terreur, Bombinette Bob et Les Frères ennemis parmi les meilleurs épisodes de la série, encourageant ses lecteurs à « oublier Frasier car [Tahiti Bob] est le meilleur rôle de Kelsey Grammer ». L'épisode Vendetta et son scénariste John Frink remportent un Writers Guild of America Award dans la catégorie animation. En décembre 2009, Robert Canning d'IGN, élabore un classement des dix épisodes mettant en scène Tahiti Bob ayant été diffusés jusque là. Les cinq premiers épisodes de Bob prennent les cinq premières places du classement, avec Lac Terreur en tête. Vendetta obtient la dixième place, avec comme explication que « toutes les choses que nous aimons dans un épisode de Tahiti Bob : la vengeance, les paramètres et les personnages familiers et le complot élaboré, manquent dans cet épisode. Sans cela, Tahiti Bob n'est pas aussi distrayant que d'habitude, et cet épisode ne provoque pas beaucoup de rires ». Il ajoute que Vendetta et l'épisode à la neuvième place, Funérailles pour un félon, sont les seuls qu'il considère comme « mauvais, les autres étant tous plutôt drôles ».

### Analyse
Dans son ouvrage Planet Simpson, Chris Turner écrit que Tahiti Bob est conçu comme un snob cultivé et un républicain conservateur afin que les scénaristes puissent toujours l'utiliser comme un homme de paille ou un souffre-douleur. Il représente la « haute culture » alors que Krusty représente la « basse culture » et Bart, coincé entre les deux, gagne toujours. Dans Leaving Springfield, David L. G. Arnold, explique que Bart est le produit de l'« éducation de masse », et est donc l'ennemi de Tahiti Bob. Frustré par son premier rôle en tant que cible des « gags bon marché de Krusty », Bob le piège et prend le contrôle de son émission. Il en change le contenu afin de présenter des lectures d'ouvrages classiques et des segments examinant la vie émotionnelle des pré-adolescents. Il pense qu’en exposant les enfants à la haute culture il améliorera leur vie. David Arnold ajoute que « la conscience et la moralité de Bob ne sont clairement pas affectées par la haute culture qu’il représente ». Selon lui, il essaie également de « manipuler le goût des masses » en devenant un stratège criminel. Pour Arnold cela est le plus flagrant dans l'épisode Le maire est amer, dans lequel il truque l'élection pour devenir le maire de Springfield. Lorsqu'il est accusé de fraude électorale, il crie : « Vous avez besoin de moi, gens de Springfield. Votre mauvaise conscience vous force peut-être à voter démocrate, mais au fond en secret vous souhaitez la victoire des républicains sans pitié pour laisser les taxes brutaliser les criminels et vous mener à la baguette. » Il se considère comme faisant partie de l'élite sociale et utilise avec bonheur des méthodes machiavéliques pour acquérir et conserver le pouvoir.
L'intelligence de Tahiti Bob lui est utile à plusieurs reprises. Dans l'épisode Lac Terreur, par exemple, lorsque la commission des libérations conditionnelles lui demande pourquoi il a un tatouage qui dit « Die, Bart, Die », il répond que c'est de l'allemand signifiant « Le, Bart, Le » ce qui impressionne les membres de la commission. Pensant qu'« un type qui parle allemand ne peut pas être un mauvais homme » ils le libèrent. Cependant son amour pour la haute culture est parfois utilisée à son encontre. Dans le même épisode, Bob accepte d'interpréter l’entièreté de l’opérette H.M.S. Pinafore comme dernière volonté de Bart. Cette tactique permet d'immobiliser Bob assez longtemps pour que la police l'arrête.

## Produits dérivés
Tahiti Bob est inclus dans de nombreux produits dérivés de la franchise des Simpson. Il apparaît notamment dans plusieurs jeux vidéo et dans plusieurs bandes dessinées. Dans The Simpsons: Arcade Game il apporte de la nourriture aux Simpson dans le cinquième niveau, dans The Simpsons: Bart vs. the Space Mutants il est un des boss et dans Les Simpson, le jeu il apparaît à la fin du niveau Invasion des Kidnappeurs de Bouseux où il révèle être en lien avec Kang et Kodos et leur plan pour tuer Bart et Homer,,. Playmate Toys a sorti deux figurines de Tahiti Bob dans la série World of Springfield. La première sortie en janvier 2001, représente l'ensemble des studios Krustylu avec Bob en habits préhistoriques. La deuxième, sortie en juin 2002, le représente en habits de prisonnier et est livré avec un pistolet, un sac d'argent et un dossard portant le numéro 4. The Promotions Factory sort en juillet 2005 une série de huit figurines tirées des studios Krustylu dont une représente Tahiti Bob avec une hache. En 2002 Hamilton sort une collection de figurines en résine intitulée Springfield Citizens, l'une d'elles représente Tahiti Bob vêtu d'un pagne en train de lire un livre et elle porte le nom de « Le Plus Grand Amoureux du monde ».
En mai 2008, dans le cinéma dynamique The Simpsons Ride, situé aux Universal Studios Florida et Universal Studios Hollywood, Krusty construit et ouvre un parc d'attractions appelé Krustyland. Tahiti Bob y fait une apparition et tente d'assassiner la famille Simpson,,.